# Detonautas Roque Clube (álbum)
Detonautas Roque Clube é o álbum de estreia dos Detonautas Roque Clube, lançado em 30 de setembro de 2002 pela WEA Music. Foi gravado no estúdio Rock House, no Rio de Janeiro e produzido por Fernando Magalhães, compositor e guitarrista da banda Barão Vermelho. Esse primeiro trabalho do grupo se deve muito a química do conjunto, o emblemático vocalista Tico Santa Cruz, Rodrigo Netto na guitarra rítmica, Renato Rocha na guitarra solo, Tchello no baixo, Fábio Brasil na bateria e DJ Cléston nas pick-ups e percussão; e também popularidade da antiga e saudosa MTV Brasil que fez a Cultura Pop ficar bem popular e também ao talento dos membros em trazer uma nova modernidade ao rock dos anos 80, ao lado de uma representatividade da cena dos anos 90, que combinados deram um som único, marcante e envolvente a ponto de ter como um dos integrantes um DJ, dois guitarristas e uma logo bem cibernética.
O disco autointitulado tem 10 espetaculares músicas com destaque para: "Outro Lugar", "Quando o Sol Se For", "Ladrão de Gravata", "Olhos Certos" e "Ei Peraê!!!". Sendo que "Outro Lugar" e "Quando o Sol Se For" foram canções que viraram videoclipes que fizeram o grupo ser bem conhecido com um ótimo rock alternativo de excelentes letras melódicas, a ponto de serem bastante executados pela MTV Brasil, no programa ClipMania, da Rede Bandeirantes, que era apresentado por Sabrina Parlatore, e na Rede Globo, quando colocaram "Quando o Sol Se For" na trilha sonora de Malhação em 2003. "Olhos Certos", um som bem romântico e suave que marcou bastante o ano de 2003 com um videoclipe, com parte dele sendo de animação. "Ladrão de Gravata", uma crítica social envolta de música sobre a corrupção que pode soar como um recado para o mensalão tucano que aconteceu em 1998. "Ei Peraê!!!", uma reflexão sonora sobre os ganhos e as perdas da vida.
Detonautas Roque Clube é o primeiro registro audiovisual de uma banda que marca a história do rock no Brasil com sua originalidade, sua sonoridade impactante e belas letras, sejam elas românticas, políticas, sociais ou reflexivas.

## Faixas
| Edição padrão |                       |                                |         |  |
| N.º           | Título                | Compositor(es)                 | Duração |  |
| 1.            | "No Way Out"          | Tico Santa Cruz, Rodrigo Netto | 4:10    |  |
| 2.            | "Outro Lugar"         | Tico Santa Cruz, Rodrigo Netto | 3:48    |  |
| 3.            | "Quando o Sol Se For" | Tico Santa Cruz                | 3:29    |  |
| 4.            | "Ei Peraê!!!"         | Tico Santa Cruz, Rodrigo Netto | 4:35    |  |
| 5.            | "Olhos Certos"        | Tico Santa Cruz                | 4:22    |  |
| 6.            | "Nem Me Lembro Mais"  | Tico Santa Cruz, Rodrigo Netto | 4:49    |  |
| 7.            | "O Bem e o Mal"       | Tico Santa Cruz                | 5:24    |  |
| 8.            | "Ladrão de Gravata"   | Tico Santa Cruz, Thiago Mocotó | 5:51    |  |
| 9.            | "Mais Além"           | Tico Santa Cruz                | 5:24    |  |
| 10.           | "Que Diferença Faz"   | Tico Santa Cruz, Thiago Mocotó | 4:34    |  |

| Reedição |                                 |                                |         |  |
| N.º      | Título                          | Compositor(es)                 | Duração |  |
| 11.      | "Outro Lugar" (versão acústica) | Tico Santa Cruz, Rodrigo Netto | 3:25    |  |

| Disco 2 da "Edição Ouro Limitada" do álbum Roque Marciano |                                         |                                |         |  |
| N.º                                                       | Título                                  | Compositor(es)                 | Duração |  |
| 11.                                                       | "Outro Lugar" (versão acústica)         | Tico Santa Cruz, Rodrigo Netto | 3:25    |  |
| 12.                                                       | "Quando O Sol Se For" (versão acústica) | Tico Santa Cruz, Rodrigo Netto |         |  |
| 13.                                                       | "Outro Lugar" (ao vivo)                 | Tico Santa Cruz, Rodrigo Netto |         |  |
| 14.                                                       | "Quando O Sol Se For" (ao vivo)         | Tico Santa Cruz, Rodrigo Netto |         |  |
| 15.                                                       | "Olhos Certos" (ao vivo)                | Tico Santa Cruz, Rodrigo Netto |         |  |

## Formação
- Tico Santa Cruz: vocal
- Rodrigo Netto: guitarra rítmica, vocal de apoio
- Renato Rocha: guitarra solo, vocal de apoio
- Tchello: baixo
- Fábio Brasil: bateria
- DJ Cléston: pick-ups e percussão